# تقویت‌کننده با حس جریان
تقویت‌کننده‌ها با حس جریان (به انگلیسی: Current sense amplifiers) (همچنین تقویت‌کننده‌های شنت جریان نیز نامیده می‌شوند) یا تقویت‌کننده‌های حس جریان تقویت‌کننده‌هایی با کاربرد-ویژه هستند که ولتاژی متناسب با جریان جاری در خط تغذیه تولید می‌کنند. آنها از یک "مقاومت حس جریان‌" برای تبدیل جریان بار در خط تغذیه به یک ولتاژ کوچک استفاده می‌کنند که سپس توسط تقویت‌کننده‌های حس جریان تقویت می‌شود. جریان در خط تغذیه می‌تواند در محدوده ۱ آمپر تا ۲۰ آمپر باشد، که نیاز است که مقاومت حس جریان یک مقاومت معمولاً در محدوده ۱ تا ۱۰۰ میلی‌اُهم (mΩ) باشد. این تقویت‌کننده‌ها برای تقویت یک "ولتاژ حسی" بسیار کوچک از ۱۰ تا ۱۰۰ میلی ولت (mV)، در حضور ولتاژهای بسیار بزرگ حالت مشترک ۵ تا ۳۰ ولت طراحی شده‌اند. دقت DC (ولتاژ آفست ورودی کم) و نرخ حذف حالت مشترک بالا (CMRR) از ویژگی‌های متمایز کننده این تقویت‌کننده‌ها هستند. برخی از تقویت‌کننده‌های با حس جریان، جریان جاری در یک جهت واحد را اندازه‌گیری می‌کنند. تقویت‌کننده‌های دوطرفه جریان جاری را در هر دو جهت از طریق مقاومت حسی اندازه‌گیری می‌کنند.
تقویت‌کننده‌های تفاضلی معمولی و تقویت‌کننده‌های عملیاتی که بین دو خط منبع تغذیه، تغذیه می‌شوند (مثلاً VCC و VEE) فقط می‌توانند سیگنال‌هایی را که بین این دو خط تغذیه قرار دارند کنترل کنند. اگر ولتاژی خارج از خط منبع تغذیه به ورودی اعمال شود، دیودهای حفاظتی داخلی ئی‌اس‌دی روشن می‌شوند و باعث می‌شوند جریان‌های زیادی از آن مسیر جاری شده و به این قطعات آسیب بزنند.
در مقابل، تقویت‌کننده‌های حس جریان ویژه به‌گونه‌ای طراحی شده‌اند که هنگام تغذیه از یک خط تغذیه کم ولتاژ مانند VCC = ۵ ولت و VEE = ۰ ولت، آنها می‌توانند ولتاژ ناگهانی (سوزنی) بسیار بالاتر از VCC و بسیار کمتر از VEE را تحمل کنند. این تقویت‌کننده‌ها از ساختارهای ئی‌اس‌دی ویژه استفاده می‌کنند که آنها را قادر می‌سازد این عملکرد را داشته باشند. طبقه‌های ورودی آنها به گونه ای طراحی شده‌اند که وقتی ولتاژ حالت مشترک ورودی بسیار بیشتر از VCC یا بسیار کمتر از VEE است، طبقه تقویت‌کننده ورودی به جای VCC یا VEE از ولتاژ حالت مشترک ورودی تغذیه می‌کند.
نمونه‌هایی از تقویت‌کننده‌ها با حس جریان مجتمع شامل INA240 ، INA293 ، LTC6101 ، MAX4080 ، AD8210 ، TS1100 و INA193 هستند. در موارد خاص، هیچ پین VCC برای انجام سنجش جریان مورد نیاز نیست. MAX9938 چنین افزاره‌ای است.